# Mauatua
Mauatua, también Maimiti o Isabella Christian, también conocida como Mainmast, (Tahití, c. 1764-Islas Pitcairn, 19 de septiembre de 1841) fue una tejedora de tapa tahitiana que se estableció en la isla Pitcairn con los amotinados del Bounty. Se «casó» con Fletcher Christian y Ned Young, y tuvo hijos con ambos hombres. La fina tapa blanca, que era su especialidad, se conserva en las colecciones del Museo Británico y del Museo Pitt Rivers, entre otros.

## Biografía
Si bien la fecha del nacimiento de Mauatua no se registra históricamente, en su vida posterior afirmó haber presenciado la llegada de James Cook a Tahití en 1769. Esta información, combinada con una estimación de que tenía 23 o 24 años en 1788 cuando llegó el HMS Bounty, sugiere que nació alrededor de 1764. Se dice que era hija de un jefe, o al menos nació en un grupo social alto. El sufijo «-atua» significa «para dios/dioses» e indica una posición dentro de la nobleza.

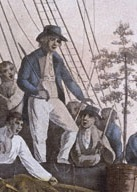
Fletcher Christian.

Mauatua salió de Tahití con Fletcher Christian y los amotinados, antes de llegar a la isla Pitcairn, intentaron comenzar un nuevo asentamiento en Tubuai. Fue la mujer de mayor edad en viajar con los amotinados y se convirtió en matriarca de la nueva sociedad que finalmente fundaron en la isla Pitcairn. Se casó con Fletcher Christian y tuvieron dos hijos y una hija. Sus hijos fueron Thursday October y Charles Christian; su hija se llamaba Mary Anne y nació después del asesinato de su padre el 20 de septiembre de 1793. Después de la muerte de Christian, Mauatua se convirtió en compañera de Edward Young, con quien tuvo tres hijos: Edward, Polly y Dorothea.
Junto con las otras mujeres polinesias, Mauatua llevó la práctica de tejer telas de tapa a Pitcairn. Adaptaron el proceso para reflejar los materiales naturales a los que tenían acceso. Durante su vida, le dio una tapa que había tejido como obsequio, incluido un fardo de tela a Frances Heywood, esposa del oficial naval y amotinado, Peter Heywood. De los ejemplos sobrevivientes y las observaciones contemporáneas, parece que Mauatua se especializó en tejer una fina tapa blanca.
En 1831 Mauatua formó parte del grupo que regresó a Tahití, llegando allí, según el historiador Henry Maude, el 23 de marzo de 1831. Muchos miembros del grupo murieron a causa de enfermedades infecciosas a las que no tenían inmunidad, incluido su hijo Thursday October. Regresó a la isla Pitcairn el mismo año. Según su descendiente, Glyn Christian, Mauatua fue fundamental para que el derecho al voto de las mujeres en Pitcairn se convirtiera en ley en 1838.
Mauatua murió el 19 de septiembre de 1841 después de contraer influenza. Después de su muerte, Teraura fue la única sobreviviente de los colonos originales y la habitante más antigua de la isla.

## Legado
Muchas de las familias que viven en las islas Pitcairn y Norfolk pueden rastrear su ascendencia hasta Mauatua.
En las colecciones del Museo Británico y en el Real jardín botánico de Kew en Londres se conservan tres ejemplares de tela de tapa tejida hecha por Mauatua. Los ejemplos tejidos por sus hijas Polly y Dorothea (Dolly) se encuentran en las colecciones de la Biblioteca Turnbull en Nueva Zelanda y Museo Pitt Rivers en Oxford, respectivamente. La tela hecha por su bisnieta, Helena Beatrice Young, también se conserva tanto en el Museo Británico como en el Museo Pitt Rivers.
El oficio de Mauatua como tejedora de tapas inspira el trabajo de su descendiente Jean Clarkson, cuyo trabajo se encuentra en la colección de Te Papa.

## En la cultura popular
En la película de 1984 The Bounty, Tevaite Vernette interpretó a Mauatua. En la película, el romance entre ella y Christian se describe como la causa del motín. En la película de 1962 Mutiny on the Bounty fue interpretada por Tarita Teriipaia, por la que recibió una nominación al Globo de Oro a la mejor actriz de reparto. En Mutiny on the Bounty (1935), Mamo Clark actuó en el papel.
Mauatua es el tema de varios libros, incluida una biografía de ella y Fletcher Christian escrita por su tatara-tatara-tatara-tatara-tatara-tatara-nieto Glyn Christian. También escribió una obra de ficción histórica basada en su vida. Una novelización de su vida y la de las otras mujeres polinesias que vivían en Pitcairn, titulada Transit of Venus, fue escrita por otro descendiente, Rowan Metcalfe, y publicada póstumamente.
La artista Pauline Thompson, quien también era descendiente, creó varias pinturas inspiradas en la vida de Mauatua y las de otras mujeres de las islas Pitcairn.